# ブルック・ヘヴン
ブルック・ヘヴン（Brooke Haven、 1979年11月25日 - ）は、アメリカ合衆国のポルノ女優。カリフォルニア州出身。

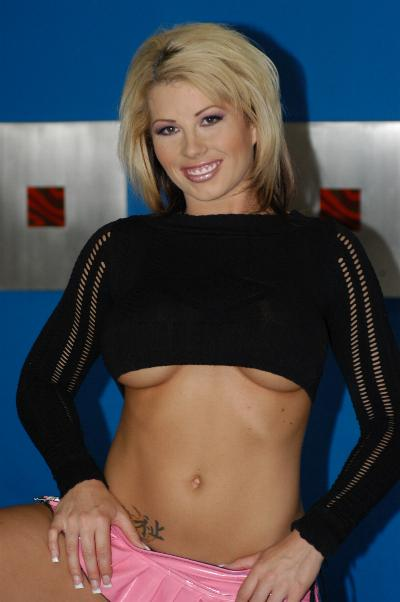
ブルック・ヘヴン